# しめ子
しめ子（しめこ、2月4日 - ）は、広島県出身の漫画家、イラストレーター。なかよしやコミック百合姫で執筆している少女漫画家の高上優里子は実姉｡

## 作品リスト

### 漫画作品
- 『からす天狗うじゅ 和みっくす』スクウェア・エニックス〈ガンガンコミックスIXA〉全1巻（『ガンガンONLINE』2009年12月10日 - 2010年8月12日）
- 『ギュっとして!よねちゃん』芳文社〈まんがタイムコミックス〉全2巻（『まんがタイムファミリー』2011年1月号 - 2013年7月号）
- 『少女結晶ココロジカル』講談社〈講談社コミックスなかよし〉全5巻（『なかよし』2013年4月号 - 2014年12月号） - 「高岡しゆ」（高上優里子との姉妹ユニット）名義。
- 『ふたごチャレンジ！』KADOKAWA〈カドコミ〉既刊1巻（原作：七都にい、『ヨメルバ』『カドコミ』2024年3月15日 - 連載中）

### 挿絵
- どろぼうの名人（著：中里十、ガガガ文庫〈小学館〉、2008年）
- どろぼうの名人サイドストーリー いたいけな主人（著：中里十、ガガガ文庫〈小学館〉、2009年）
- 次女っ娘たちの空（著：木立嶺、講談社BOX Powers BOX〈講談社〉、2012年）
- ふたごチャレンジ！（著：七都にい、角川つばさ文庫〈KADOKAWA〉、2021年 - 刊行中、既刊10巻）

### その他
- Let's Make ★ Character CGイラストテクニック vol.2